# Lifestyles of the Ramones
Lifestyles of the Ramones je glazbeni DVD video od američkog punk rock sastava Ramones, koji je objavljen 1990. godine. Na DVD-u se nalaze intervjui članova sastava i glazbeni spotovi sastava.

## Popis pjesama
1. Do You Remember Rock 'n' Roll Radio?
2. Rock 'n' Roll High School
3. We Want The Airwaves
4. Psycho Therapy
5. Time Has Come Today
6. Howling at the Moon (Sha-La-La)
7. Something to Believe In
8. I Wanna Live
9. I Wanna Be Sedated
10. Pet Sematary
11. Merry Christmas (I Don't Want To Fight Tonight)
12. I Believe In Miracles

## Popis sudionika na videu
- The Ramones
- Talking Heads
- Family members
- New York Disc Jockeys
- Anthrax
- Daniel Rey
- Ed Stasium
- Dave Righetti
- Debbie Harry
- Little Steven
- Chris Isaak
- Jean Beauvoir
- i drugi

## Vanjske poveznice
- Lifestyles of the Ramones u internetskoj bazi filmova IMDb-a